# فولاد دمشق
فولاد دمشق (به انگلیسی: Damascus steel) به عنوان یکی از فلزات مورد استفاده جهت ساخت تیغه شمشیرها یا تیغه‌های برنده، درخاور نزدیک به کار برده می‌شود.
این فولاد با استفاده از فولاد ووتز (به انگلیسی: wootz steel) که یک ماده خام جهت ساخت این آلیاژ است ساخته می‌شود.
این نوع از فلزات دارای مشخصه ظاهری خاصی می‌باشند که به صورت یک الگوی گروهی و لکه دار می‌باشند
که یادآور جریان آب است. این تیغه‌ها به استحکام ، مقاومت به ضربه، و قابلیت تیز بودن و مقاوم بودن آنها
مشهور می‌باشند. در گذشته تولید این سلاح در شهر دمشق صورت می‌گرفت.
روش اصلی تولید این نوع فولاد به صورت ناشناخته است. به تازگی تلاش‌هایی برای کپی کردن و شبیه‌سازی آن انجام شده‌است
که به علت تفاوت در ماده خام اولیه و تفاوت در تکنیک ساخت موفقیت چندانی نداشته‌است با اینکه بارها در این زمینه تلاش شده‌است که
روش ساخت نسخه اصلی را به دست آورند اما این امر میسر نشده‌است. در گذشته این تیغه‌ها به شکافتن یک بشکه یا بریدن یک تارمو در اثر افتادن روی تیغه و بریدن ان بر اثر تیز بودن تیغه‌ها شهرت داشته‌است.
در سال ۲۰۰۶ میلادی یک تحقیق نشان داد که وجود نانو وایرها و نانو تیوب‌های کربن در یک تیغه آهنگری شده مشهود است؛ که این اثر در نتیجه اکولوژی جنگل‌ها و پدیده کربورایزینگ در آهن با مقدارهای مشخص ایجاد می‌شود و از مشخصه‌های آن قابلیت آهنگری بیشتر و به کارگیری به عنوان آلیاژ مورد نظر بود، که این کربن‌های نانو تیوب از فیبرهای گیاهی مشتق شده‌است.
فولاد دمشقی از طریق وارد کردن شمش از هند به صورت (به انگلیسی: wootz steel) انجام می‌گرفت که شواهد تاریخی نشان دهنده استفاده از بوته ذوب در روز تولد تامیل نادو
قبل از رایج شدن در عصر متداول بوده‌است. در این میان عرب‌ها این فلز را از هند به دمشق وارد می‌کردند که در صنعت سلاح سازی شهرت داشت و این روند از قرن سوم تا هفدهم انجام می‌گرفت
و هند ناوگان حمل شمش به شرق میانه بود.

## از بین رفتن تکنولوژی
تولید این تیغه‌های الگو دار با گذشت زمان با رکود مواجه شد. در حدود سال ۱۷۵۰ این فرایند تولید کم رنگ شد، چندین تئوری جدید جهت کاهش این روند بیان شد از جمله مشکلات راه‌های تجاری جهت تأمین فلز، اثر ناخالصی مواد،
احتمال از بین رفتن دانش این روش، دشواری حمل و نقل و منع روابط تجاری هند توسط دولت انگلیس یا ترکیبی از تمام روش‌های گفته شده در بالا و همچنین اثر کلیدی وجود تنگستن و وانادیم موجود در فلز خام که ممکن بود در اثر تهیه
از منابع یا نقاط دیگر با کمبود این عناصر کلیدی مواجه شوند که همین امر باعث بروز جلوگیری از ایجاد الگوی مد نظر بر روی فولاد بود. 

## باور اشتباه
از آنجا که روش شناخته شده الگوی سطح تولید جوشکاری مشابه آنچه در تیغه‌های دمشقی بود برخی از آهنگران به اشتباه بر این باور شدند که تیغه مورد نظر ساخته شده‌است اما امروزه تفاوت بین نسخه اصلی و الگوی جوشکاری به طور
کامل مستند، و به خوبی درک می‌شود. این الگو به سال ۱۹۷۳ اشاره دارد که آهنگری به نام [ویلیام.اف.موران ]از چاقوی فولادی دمشقی خود در انجمن چاقو سازان پرده برداری کرد. این الگو شامل انواع مختلفی از برش فولاد و آهن جوش داده شده‌است که در حال حاضر اصطلاح دمشق (هر چند از لحاظ فنی نادرست) به‌طور گسترده‌ای برای این نوع الگوی جوش داده شده در فولادهای به کار می‌رود
این الگوها متفاوت بسته به اینکه چگونه کار می‌کنند به صورت شمش کشیده می‌شوند و خمیده می‌شوند تا لایه مورد نظر تشکیل شود.

## تولید مجدد
در این زمینه دو شخص به نام‌های [Verhoeven] و[Pendray] مقاله‌ای منتشر کردند که در زمینه تلاش برای تولید مجدد فلز پایه، ساختار و مشخصات ظاهری بود.
آنها این روش را با یک کیک فلزی مطابق با خصوصیات فلز وارادتی از هند به دمشق و دسترسی به شماری از سلاح‌های اصلی انجام دادند.
این فلز به صورت نرم و بازپخت با یک ساختار دانه‌ای مناسب و بستری از کاربید آهن خالص در حالت هیپریوتکتوئید بود که قابلیت کار در دمای پایین جهت تولید الگو مورد نظر را دارا بود و به صورت ترکیبی از سمانتیت و فریت استفاده می‌شد که انجام عملیات حرارتی منجر به انحلال کاربید دایمی و از بین رفتن الگو می‌شد. با این حال در یافتند که الگوی‌های مورد نظر را می‌توان با پیر سختی در دمای متوسط حفظ کرد.
محققان دریافتند که وانادیم که یکی از عناصر موجود در کاربید است با افزایش حرات و دمای بالاتر از دمای انحلال کاربید متفرق می‌شود و الگو شکل نمی‌گیرد و منجر به حذف الگو می‌شود بنابراین با استفاده از دمای پایین‌تر توانستند به کاربیدی برسند که پایدار بوده و این ساختار توسط اتصال اتم کربن به سایر عناصر می‌توانست باقی بماند.

## تحقیق اضافه
گروهی از محققان دانشگاه درسدن از اشعه ایکس و میکروسکوپ الکترونی برای فولاد دمشق استفاده کردند که نانو لوله‌های کربنی و نانو سمنتیت‌ها را کشف کنند که این نانو ساختارها در اثر فرایند آهنگری ایجاد می‌شد.
تحقیقی دیگر نشان می‌دهد که قبل از اوایل قرن ۲۰ تمامی لوله‌های اسلحه به وسیله حرارت دادن نوار باریک آز آهن و فولاد و شکل دادن آن اطراف یک سنبه به صورت [لمینیت ]
یا دمشقی بوده که امروزه در جوامع اسلحه سازی در کلت کمری (به انگلیسی: M1911) قطعاتی از محرک‌ها را از نوعی پودر فولاد سوئدی تهیه می‌کنند که این قسمت‌ها اغلب به عنوان فولاد دمشق ضد زنگ نام برده می‌شود.